# 김익희
김익희(金益熙, 1610년 3월 29일~1656년 5월 1일)는 형조판서 등을 지낸 조선 효종 시대의 문신이다. 본(本)은 광산이고, 자(字)는 중문(仲文), 호(號)는 창주(滄洲), 시호(諡號)는 문정(文貞)이다.

## 생애
승정원 승지·성균관 대사성·형조판서 등을 지낸, 그의 본은 광산(光山)이고 강원도 철원부사 등을 지낸 사계 김장생(金長生)의 손자(孫子)이며, 이조참판 등을 지낸 사일 김반(金槃)의 차남(次男)이고, 병자호란 때 청나라 군사에 맞서 결사항전(決死抗戰)을 결행(決行)한 정치 사회 운동가 여남 김익겸(金益兼)의 둘째 형이기도 하다.
1656년 5월 1일(향년 47세)에 하세한 그는, 1627년 진사시에 합격하였으며, 1633년 증광문과에 병과 급제하는 등 빠른 소년 급제의 출셋길을 맛보면서, 이토록 그는 인조 때에 두루두루 문과에 급제하여 이후 사헌부 검열, 사헌부 봉교, 홍문관 사서, 홍문관 부수찬, 홍문관 부수찬, 사간원 정언, 성균관 시독관, 사헌부 헌납, 사헌부 부교리, 승정원 교리, 이조좌랑, 승정원 사간, 홍문관 부응교, 예문관 집의, 예문관 응교 등을 했고 사간원 도청 등과 사간원 문사낭청 등도 했다. 그는 이후 당상관 등으로 승진하여 선혜청 당상, 승정원 동부승지, 승정원 우부승지, 사간원 대사간 등으로 명성을 날렸으며, 재차 이후로는 예문관 참찬관 등과 예문관 지제교 등을 겸했고, 예문관 지제교 시절에 인조 임금의 붕어(서거)를 목도하였으며, 효종 임금 때 홍문관 교명문 제술관 등을 역임하다가 홍문관 부제학, 이조참의, 사간원 대사간, 승정원 도승지, 성균관 대사성, 사헌부 대사헌을 두루 역임했는데, 그러던 와중에는, 성균관 동지경연사 등과 사헌부 참찬관 등을 지냈고, 이후 홍문관 대제학 등에 올랐으며, 이조판서와 형조판서를 역임키도 했다.

### 사망
1656년 5월 1일 향년 47세로 하세했으며, 그로부터 한달후 1656년 6월 5일 둘째 큰아버지 김집(金集)도 향년 83세로 하세했다.

## 가족 및 친인척 관계
- 친조부 : 김장생(金長生, 1548년~1631년) - 강원도 철원부사·형조참판 등을 역임, 1631년 하세(향년 84세)한 후 대광보국숭록대부 추서(증 영의정)되었으며, 문묘배향공신 녹훈 및 책록, 문원공 추시.
- 친조모 : 창녕 조씨 부인 - 1583년에 병으로 인하여 별세.
- 계조모 : 순천 김씨 부인 - 1584년 조부 김장생의 계배로 결혼하였으며, 29년 후 1613년 하세할때까지 친조부 김장생과의 사이에서는 자녀를 6남 1녀 둠.
  - 아버지 : 김반(金槃) - 창녕 조씨 소생으로 이조참판 역임.
  - 어머니(생모): 구 안동 김씨 - 첨추(僉樞)를 역임한 김진려(金進礪)의 딸.
    - 본인: 김익희(한국 한자: 金益熙, 1610년 3월 29일~1656년 5월 1일)
    - 부인 : 한산 이씨(1607년생~1678년졸) - 여숙 이덕수(李德洙)의 딸.
      - 아들(장남) : 김만균(金萬均) - 좌승지 역임.
      - 며느리(장자부) : 연안 이씨 - 예조판서 등을 지낸 문형 이일상(李一相)의 딸.
        - 손녀 : 광산 김씨
        - 손녀사위 : 청송 심씨 심익성(沈益成) - 영의정 심지원(沈之源)의 아들, 효종의 부마 출신의 청평도위 심익현(靑平都尉 沈益顯)의 동생, 전라도 태인현감 등을 역임, 증 이조판서.

  - 어머니(계모) : 연산 서씨 - 증 참판 서주(徐澍)의 딸.
    - 배다른 아우: 김익겸(金益兼)
    - 배다른 제수: 해평 윤씨
      - 배다른 조카: 김만기(金萬基)
      - 배다른 질부: 청주 한씨 부인 - 김만기의 처.
      - 배다른 조카: 김만중(金萬重)
      - 배다른 질부: 연안 이씨 부인 - 김만중의 처.

## 관련 등장 대중문화 작품

### 영화
- 1966년 《민며느리》의 김삼룡 - (배우: 장원배) ... 김익희를 모티브로 한 캐릭터
- 2022년 《올빼미》의 김익희[4] - (배우: 이지호)

## 같이 보기
- 김익희의 묘
- 김집(金集, 1574년 7월 4일~1656년 6월 5일, 둘째 큰아버지, 1656년 5월 1일 조카 김익희(金益熙)가 둘째 큰아버지 김집(1656년 6월 5일[5] 하세.)보다는 한달 먼저 하세.)